# Á Bao A Qu

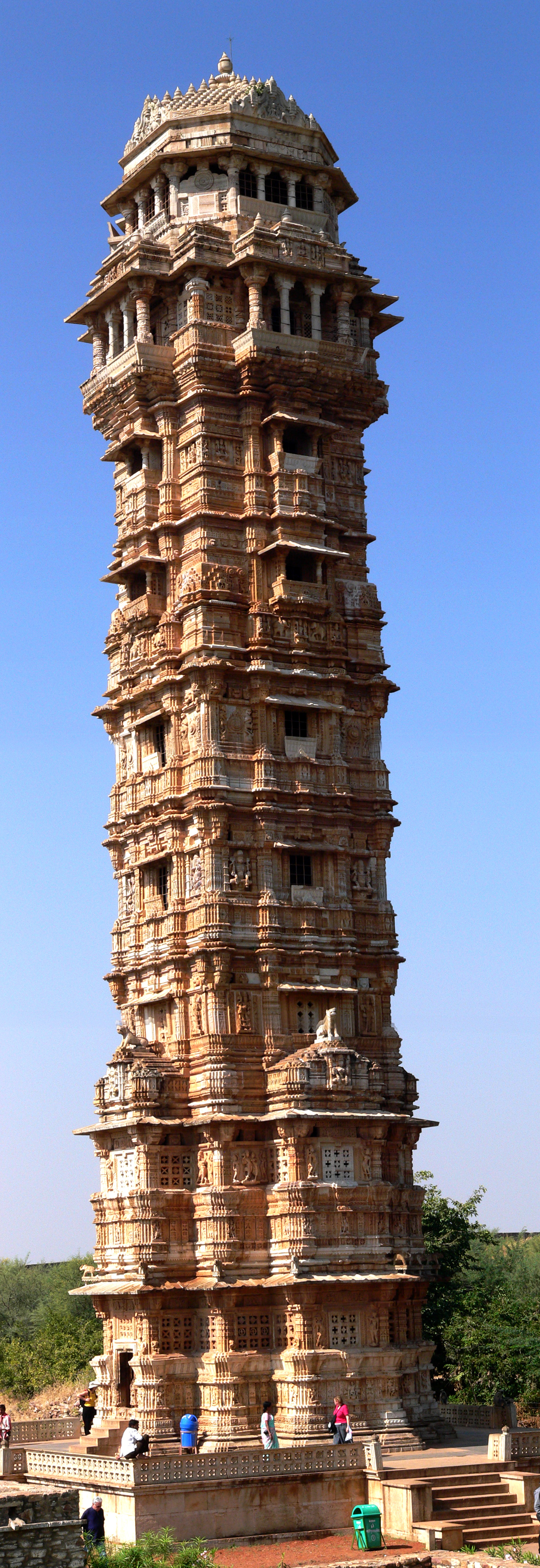
Věž vítězství

Á Bao A Qu je mytické stvoření z oblasti Mevár. Popsal jej Jorge Luis Borges roku 1967 v knize Book of Imaginary Beings, která vyšla v Čechách pod názvem Fantastická zoologie. Borges nalezl toto stvoření buď v úvodu do knihy Tisíce a jedné noci od Richarda Francise Burtona nebo v knize On Malay Witchcraft (Na Malajské Čarodějnictví) z roku 1937 od C. C. Iturvuru.
Odkaz na Burtona  byl uveden v původní španělské verzi knihy, ale v anglické verzi byl změněn na Iturvuru, pravděpodobně aby to znělo exotičtěji, anebo jako odkaz na Borgesova přítele C. C. Iturburu. Spisovatel Antares se domnívá, že Borgesův příběh by mohl být inspirován mýtem lidu Orang Asli, a to tak, že "Á Bao A Qu" je stejným tvorem jako abang aku, jehož jméno znamená "můj starší bratr" .

## Popis

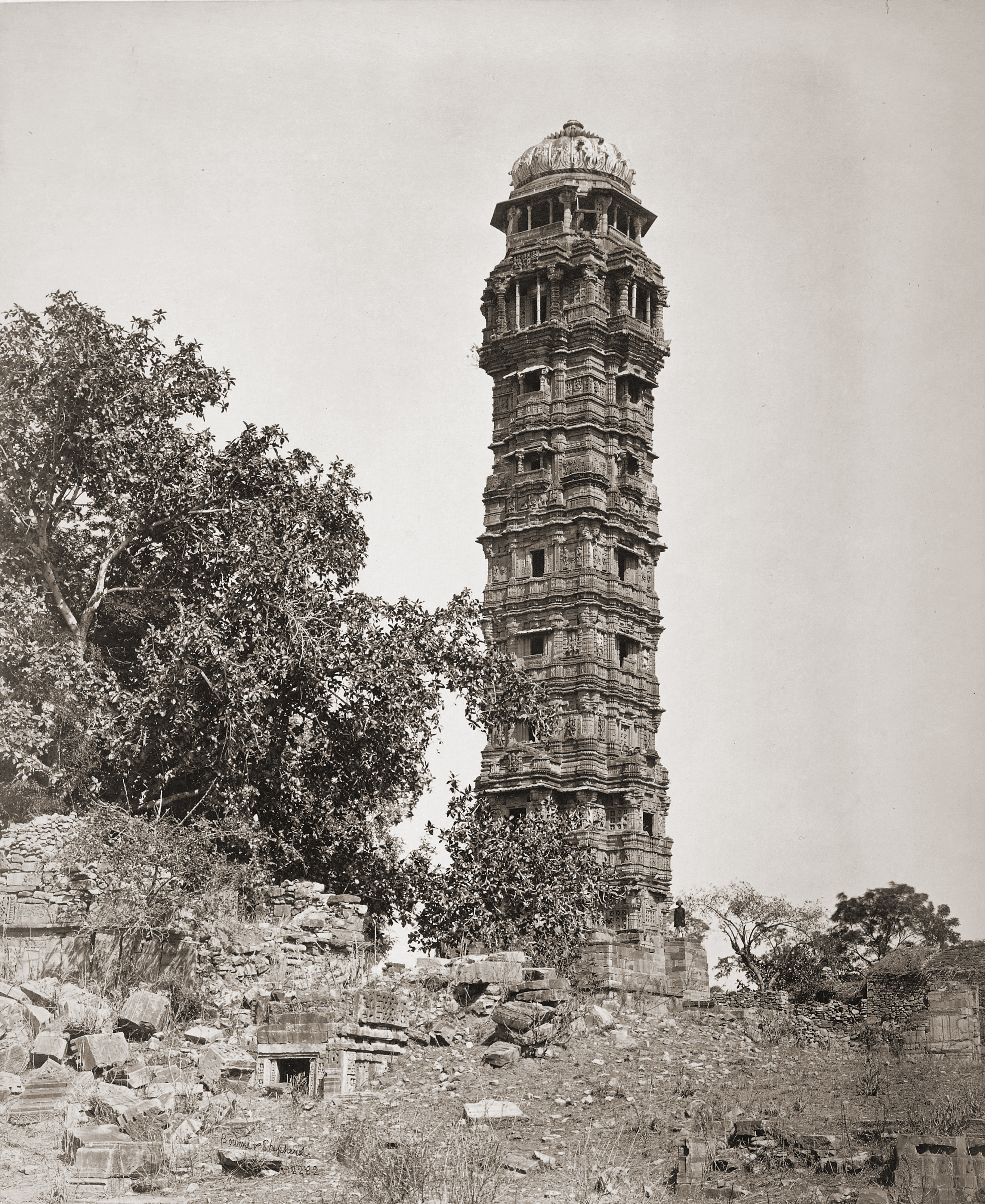
Věž Vítězství v Chittorgarh v Indii (1872)

Á Bao A Qu je průhledný tvor s chapadly, který modře září a dotek jeho kůže je jako dotknout se broskve. Žije na schodech Vijaya Stambha (věže vítězství) v Chittorgarh, z jejíž vrcholu je možno vidět "nejkrásnější krajinu na světě". Á Bao A Qu spí a čeká na prvním schodu věže, dokud se nějaký odvážlivec neodváží zahájit výšlap nahoru. Do té doby spí a je průhledný a beztvarý. Jakmile ale někdo projde, probudí se a začne jej následovat. Postupně jeho tělo začíná nabírat tvar a zářit. Pokud člověk dosáhne nirvány, než vystoupá na poslední schod, tvor se dostane na vyhlídku s ním. Pokud ale člověk nirvány nedosáhne, tak se Á Bao A Qu zřítí s trpícím jekotem, který je tak tichý, jako šustění hedvábí, dolů na svůj první schod a znovu usne, vyčkávaje na dalšího dobrodruha. Podle legendy bylo Á Bao A Qu umožněno vyšplhat na úplný vrchol pouze jednou.